# Takens' polder
De Takens' polder is een voormalig waterschap in de Nederlandse provincie Groningen.
Van het waterschap is niet veel meer bekend dan dat het in de (voormalige) gemeente Oude Pekela lag, dat het 26 ha groot was en opgericht voor bemaling. Het wordt niet genoemd (opgemerkt) door Geertsema, zodat mag worden aangenomen dat het in 1898 (het jaar van de eerste druk van de De zeeweringen (...)) al een sluimerend bestaan leidde. Het duurde echter tot 1991 voordat het schap formeel, namelijk bij de oprichting van Dollardzijlvest, werd opgeheven.
Waterstaatkundig gezien ligt het gebied sinds 2000 binnen dat van het waterschap Hunze en Aa's.